# Gedling
Gedling – osada w Anglii, w hrabstwie Nottinghamshire, w dystrykcie Gedling. Leży 4 km na północny wschód od miasta Nottingham i 175 km na północ od Londynu. W 2011 miejscowość liczyła 6817 mieszkańców. W 2011 roku dystrykt liczył 113 543 mieszkańców. Gedling jest wspomniana w Domesday Book (1086) jako Ghellinge.